# Jennifer's Body
Pour plus de détails, voir Fiche technique et Distribution.
Jennifer's Body, ou Le Corps de Jennifer au Québec, est une comédie horrifique américaine réalisée par Karyn Kusama et sortie en 2009.
Écrit par Diablo Cody, le film met en scène une adolescente nommée Jennifer (Megan Fox) qui se retrouve possédée par un succube à la suite d'un sacrifice ayant mal tourné. Elle commence donc à tuer ses camarades de classe masculins pour se nourrir. Sa meilleure amie, Needy (Amanda Seyfried), va alors tenter de l'arrêter.
Il a été présenté en avant-première hors-compétition au festival international du film de Toronto en septembre 2009 lors d'une séance de minuit. À sa sortie, le film est un succès modéré au box-office et il divise les critiques, rencontrant un accueil mitigé. Néanmoins, il gagne en notoriété avec le temps, considéré comme un film culte féministe dans le sillage du mouvement MeToo, aux États-Unis,,,.

## Synopsis
Tout commence dans une prison pour femme ou une jeune femme blonde désabusée et violente commence à raconter comment elle est arrivée là...
Quelque temps plus tôt à Devil's Kettle, petite ville du Minnesota, Jennifer Check est une magnifique brune à qui aucun garçon ne résiste. Elle a pour meilleure amie Anita Lesnicki, surnommée Needy, une petite blonde (la jeune prisonnière) au look de bibliothécaire. Needy est tout le contraire de Jennifer, moins sûre d'elle, plus réservée, et suit Jennifer partout où elle va. Needy semble entretenir des sentiments ambiguës envers Jennifer, paraissant même amoureuse de son amie par moments. Jennifer de son côté paraît satisfaite de l'attention que Needy lui porte et fait tout pour susciter le désir de cette dernière. La douce Needy a cependant un petit ami, Chip, dont elle semble très éprise et qui ne partage pas son affection pour Jennifer, jalousant même la relation des deux amies.
Un soir, Low Shoulder, un groupe de rock encore inconnu du grand public, vient faire un concert au bar de la ville. Très mignon, le chanteur du groupe attire tout de suite le regard de Jennifer.
Pendant le concert, un incendie se déclare dans le bar et Needy aide Jennifer à s'enfuir pour ne pas brûler vives. Le feu ravage le bar et fait de nombreuses victimes.
Alors que les filles reprennent leurs esprits sur le parking, le chanteur du groupe (visiblement peu perturbé par ce qui vient de se produire) leur propose de venir se mettre à l'abri dans son van. Jennifer accepte malgré les mises en garde de Needy. Elle finit même par chasser son amie pour pouvoir rejoindre les membres du groupe.
Plus tard dans la soirée, alors que Needy est seule chez elle, Jennifer débarque dans un sale état. Alors qu'elle essaye de se nourrir avec un poulet entier, elle se met à vomir une substance noire avant de fuir, laissant Needy inquiète voire paniquée. Pourtant, le lendemain, Jennifer fait son retour au lycée plus belle que jamais.
Quand leur professeur tente d'apaiser les esprits à la suite du décès de huit de leurs amis lycéens dans l'incendie du bar, Jennifer se montre peu empathique. Elle rejoint malgré tout l'un des élèves de la classe sur le terrain de sport pour lui faire part de sa compassion et lui proposer des rapports sexuels pour oublier leur peine. Après l'avoir attiré dans les bois, Jennifer embrasse le jeune homme qui réalise soudain que de nombreux animaux se sont regroupés autour d'eux. Jennifer ouvre alors une bouche révélant des dents acérées et le dévore brutalement.
Le temps passe et Jennifer semble de plus en plus malade. Son teint est terne et ses yeux cernés. Elle propose alors à un jeune lycéen ami de Needy,  Colin, de la rejoindre chez elle. Sous le charme ce dernier accepte et fini déchiqueté par l'adolescente. Le lendemain Jennifer a retrouvé sa beauté. Elle semble plus belle que jamais et au mieux de sa forme.
De son côté, Needy commence à se poser des questions sur le comportement de son amie avec qui elle semble partager une sorte de lien télépathique. Elle ressent par moments, sans vraiment les comprendre, les actes violents de Jennifer.
Une nuit, Needy se rend compte que Jennifer est dans son lit. D'abord apeurée puis en colère, elle se radoucit quand son amie l'embrasse langoureusement. Même si Needy reprend ses esprits et met fin à leurs "ébats", Jennifer commence à lui raconter ce qui s'est vraiment passé dans le van du groupe de rock après l'incendie.
Les jeunes rockeurs sont en fait des satanistes qui cherchaient une jeune fille vierge à offrir à Satan comme sacrifice humain contre le succès et la richesse. Les membres du groupe, croyant que Jennifer était encore vierge l'ont poignardé dans la forêt après qu'elle les ait suivi.
Jennifer se rappelle alors s'être « réveillée » et être venu chez Needy par instinct. Elle explique avoir compris qu'elle devait se nourrir de jeunes hommes et que cela lui permet de rester magnifique car sinon elle se transforme peu à peu en créature pâle et maladive. Après quelques recherches, Needy va vite comprendre que Jennifer est possédée par un démon, un succube, dû au fait qu'elle n'était pas vierge pendant le sacrifice.
Peu de temps après, alors que Needy s'est disputé avec son petit ami et a pris la décision de le quitter pour le proteger de Jennifer, ce dernier trouve du réconfort dans les bras de la belle brune qui finit par l'attirer dans une piscine abandonné. Le jeune homme pris de remords car toujours amoureux de Needy tente de partir, mais Jennifer révèle son vrai visage et le jette à l'eau. Alors qu'elle s'apprête à le dévorer, Neddy, qui a compris ce qu'il se passait grâce au lien télépathique qu'elle partage avec Jennifer, arrive sur les lieux et tente désespérément de sauver celui qu'elle aime. Elle parvient à faire fuir Jennifer mais Chip décède malgré tout dans ses bras.
Folle de rage la jeune femme se rend alors chez Jennifer et, après une bataille acharnée durant laquelle elle est mordue par son amie d'enfance, finit par la poignarder dans le cœur mettant définitivement fin à ses jours.
Emprisonnée pour ce crime, on retrouve Needy dans la prison où l'on a fait sa connaissance au début du film. La jeune femme qui a acquis les pouvoirs du démon qui possédait Jennifer grâce à la morsure de cette dernière, s'échappe et retrouve le groupe de rock responsable de la transformation de Jennifer et, de ce fait, de la mort de son petit ami. Elle venge alors ceux qu'elle aimait en assassinant sauvagement chacun des membres du groupe.

## Fiche technique
Sauf indication contraire, les informations mentionnées dans cette section peuvent être confirmées par la base de données cinématographiques IMDb,  présente dans la section « Liens externes ».
- Titre original : Jennifer's Body
- Titre québécois : Le Corps de Jennifer
- Réalisation : Karyn Kusama
- Scénario : Diablo Cody
- Direction artistique : Paolo G. Venturi
- Décors : Joanne Leblanc
- Costumes : Katia Stano
- Photographie : M. David Mullen
- Montage : Plummy Tucker
- Musique : Stephen Barton et Theodore Shapiro
- Casting : Mindy Marin
- Production : Daniel Dubiecki, Mason Novick et Jason Reitman
- Producteurs délégués : Diablo Cody
- Sociétés de production : Fox Atomic et Dune Entertainment
- Société de distribution : 20th Century Fox
- Budget : 16 millions de dollars[5]
- Pays d'origine :  États-Unis
- Langues originales : anglais
- Format : Couleur - 1.85 : 1 - son Dolby Digital
- Genre : Comédie horrifique
- Durée : 102 minutes (version cinéma) ; 107 minutes (version non censurée)
- Dates de sortie :
  -  Canada : 10 septembre 2009 (Festival international du film de Toronto 2009) ; 18 septembre 2009
  -  États-Unis /  Québec: 18 septembre 2009
  -  France : 21 octobre 2009
- Interdit aux moins de 12 ans lors de sa sortie en France

## Distribution
- Megan Fox (VF : Caroline Anglade ; VQ : Catherine Proulx-Lemay) : Jennifer Check
  - Emma Gallello : Jennifer jeune
- Amanda Seyfried (VF : Marie-Eugénie Maréchal ; VQ : Catherine Bonneau) : Anita « Needy » Lesnicky
  - Megan Charpentier : Needy jeune
- Johnny Simmons (VF : Paolo Domingo ; VQ : Nicolas Bacon) : Chip Dove
- Adam Brody (VF : Donald Reignoux ; VQ : Sébastien Reding) : Nikolai Wolf
- J. K. Simmons (VF : Jean-François Aupied ; VQ : Pierre Chagnon) : Mr Wroblewski
- Amy Sedaris : Toni Lesnicky
- Kyle Gallner (VF : Nathanel Alimi ; VQ : Patrice Bélanger) : Colin Gray
- Cynthia Stevenson (VF : Véronique Rivière) : Mme Dove
- Nicole Leduc : Camille Dove
- Chris Pratt : officier Roman Duda
- Juno Ruddell : officier Warzak
- Juan Riedinger : Dirk
- Sal Cortez : Chas
- Ryan Levine : Mick
- Josh Emerson : Jonas Kozelle
- Valerie Tian (de) : Chasity
- Eve Harlow (VF : Lily Rubens) : Chloé
- Aman Johal : Ahmet
- Jeremy Schuetze : Craig
- Dan Joffre : Raymundo
- Bill Fagerbakke : Mr Kozelle
- Marilyn Norry : Mme Kozelle
- Adrian Hough : Mr Colin
- Gabrielle Rose : Mme Colin
- Carrie Genzel : Mme Check
- Diablo Cody : une femme au Melody Lane (caméo)
- Lance Henriksen : le conducteur (caméo)

- Version française
  - Studio de doublage : Dubbing Brothers
  - Direction artistique : Hervé Rey
  - Adaptation : Marc Girard-Ygor

 Source et légende : version française (VF) sur RS Doublage et AlloDoublage
  Source et légende : version québécoise (VQ) sur Doublage.qc.ca.

## Production
| |  |  |
| Les acteurs Megan Fox et Adam Brody à l'avant-première du film au Festival international du film de Toronto 2009. |  |  |

### Genèse

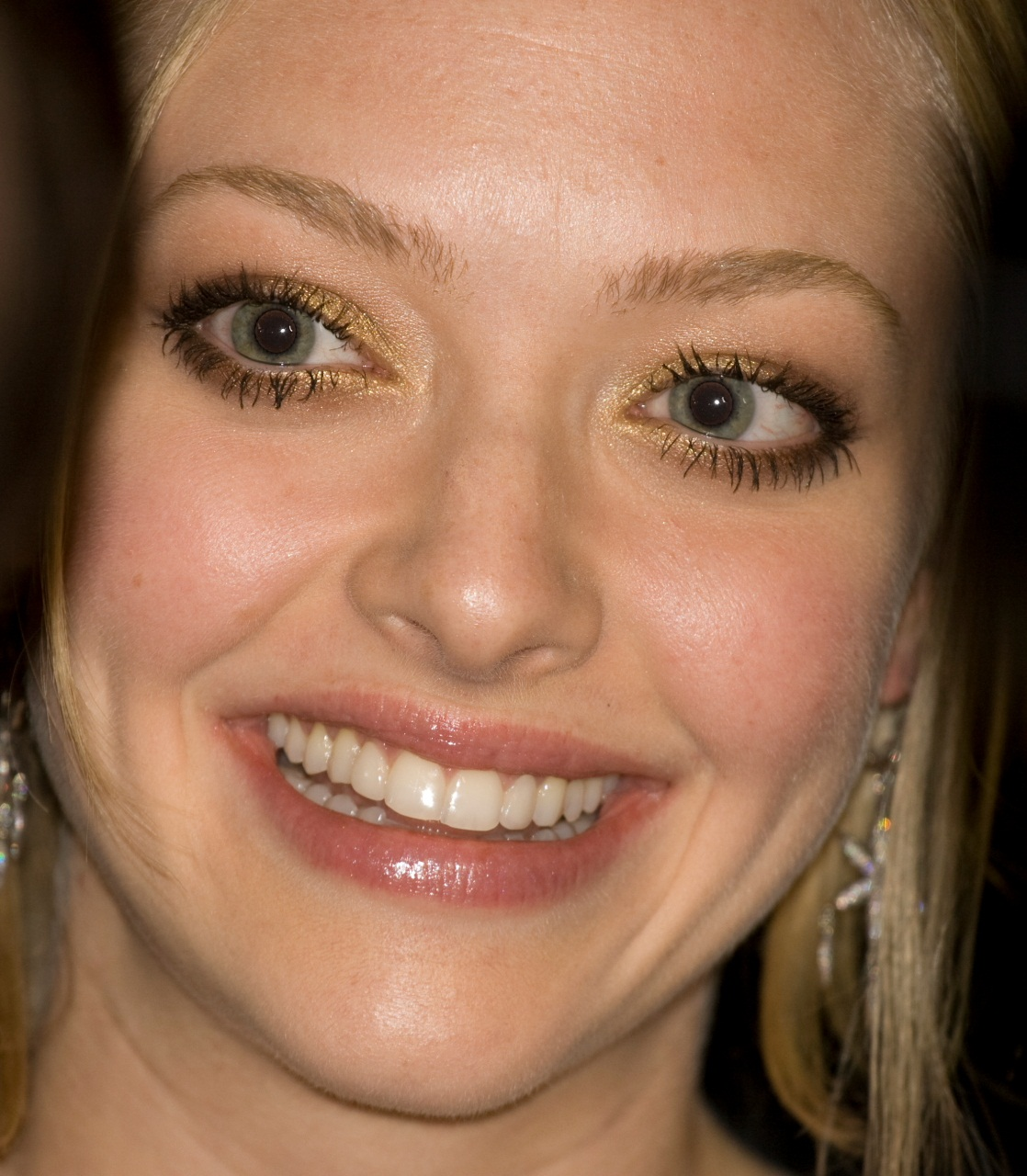
Amanda Seyfried au Festival international du film de Toronto 2009.

En octobre 2007, Fox Atomic révèle avoir acheté les droits d'un scénario écrit par Diablo Cody et dont le film sera produit par Jason Reitman. Le mois suivant, les collaborateurs habituels de Jason Reitman, Daniel Dubiecki et Mason Novick rejoignent la production du film.
En janvier 2008, Karyn Kusama est engagée par le studio pour réaliser le film. Il est alors décrit comme la rencontre entre la comédie noire culte Fatal Games (Heathers) et un film d'horreur. Diablo Cody et Jason Reitman annoncent vouloir réaliser un film classé R aux États-Unis pour s'assurer une liberté totale, notamment au niveau du langage.
Le titre du film fait référence à une chanson de l'album Live Through This de Hole, le groupe de Courtney Love.

### Attribution des rôles
Dès l'annonce du film en octobre 2007, Megan Fox fut choisie par la production pour le rôle de Jennifer. Après quelques négociations, l'actrice rejoint officiellement la distribution en fin de mois.
Megan Fox déclara avoir accepté le rôle pour le ton inédit et inapproprié du film mais également car ce dernier s'éloigne de ses anciennes productions comme Transformers. Pour se préparer, elle entama un régime et ne s'exposa presque pas au soleil avant le tournage.
En février 2008, Amanda Seyfried rejoint la distribution pour le rôle de la meilleure amie de Jennifer, Needy. L'actrice avoua être soulagée de ne pas jouer la jolie fille dans le film, ce qui lui enlevait la pression de devoir être attirante. Emma Stone a également auditionnée pour le rôle.
Pour le rôle de Nikolai Wolf, la production contacta plusieurs membres de vrais groupes de rock dont Pete Wentz de Fall Out Boy et Joel Madden de Good Charlotte. L'acteur Chad Michael Murray fut également envisagé. En mars 2008, Johnny Simmons est annoncé pour le rôle de Nikolai, néanmoins, Adam Brody signa finalement pour le rôle et Johnny Simmons accepta celui de Chip, le petit ami de Needy.

### Tournage
Fin 2007, Fox Atomic annonce vouloir entamer le tournage avant la grève de la Writers Guild of America de 2007. Néanmoins, à la suite du début de la grève, il fut reporté au mois de mars 2008.
Il s'est déroulé à Burnaby, une cité de la province de la Colombie-Britannique au Canada, dans le district régional du Grand Vancouver. Certaines scènes ont été tournées dans plusieurs écoles du secteur dont l'école secondaire University Hill.

### Musiques
Liste des titres
1. Kiss with a Fist - Florence and the Machine
2. New Perspective - Panic! at the Disco
3. Teenagers - Hayley Williams
4. New in Town - Little Boots
5. Finishing School - Dashboard Confessional
6. Through the Trees - Wildling (en tant que Low Shoulder)
7. Time - Cute Is What We Aim For
8. I Can See Clearly Now - Screeching Weasel
9. Chew Me Up and Spit Me Out - Cobra Starship
10. Toxic Valentine - All Time Low
11. I'm Not Gonna Teach Your Boyfriend How to Dance with You - Black Kids
12. Death - White Lies
13. Celestial Crown - The Sword
14. Little Lover's So Polite - Silversun Pickups
15. Ready for the Floor - Lissy Trullie et Hot Chip
16. Violet - Hole (édition deluxe)
17. In the Flesh - Wildling (en tant que Low Shoulder, édition deluxe)
18. Running After Chip - Theodore Shapiro (édition deluxe)

Les chansons du groupe fictif Low Shoulder, dont le leader est le personnage incarné par Adam Brody, ne sont pas réellement interprétées par les acteurs. Il s'agit en fait du groupe de rock californien Wildling.

## Accueil

### Critiques
Lors de sa sortie, le film a divisé la critique américaine. Sur le site agrégateur de critiques Rotten Tomatoes, il obtient un score de 44 % de critiques positives, avec une note moyenne de 5,1/10 sur la base de 78 critiques positives et 101 négatives. Le consensus critique établi par le site résume que le film « contient des dialogues intelligents mais qu'il n'est pas assez drôle, ni assez effrayant ».
Sur Metacritic, il obtient un score de 47/100 sur la base de 29 critiques.

### Box-office
| Pays ou région    | Box-office      | Date d'arrêt du box-office | Nombre de semaines |
| ----------------- | --------------- | -------------------------- | ------------------ |
| France            | 320 961 entrées | 24 novembre 2009           | 5                  |
| États-Unis Canada | 16 204 793 $    | 26 novembre 2009           | 10                 |
| Mondial           | 31 556 061 $    | 24 janvier 2010            | 19                 |

### Postérité
Quelques années après sa sortie, le film prend en notoriété, principalement aux États-Unis. Plusieurs journalistes américains publient des analyses plus positives du film, le considérant comme un film culte,,,,,,.
En 2018, Constance Grady de Vox rapporte que le film est désormais considéré par beaucoup comme un « classique féministe oublié ». Grady déclare qu'à la suite du mouvement MeToo, qui a mis en lumière le harcèlement sexuel et sexiste dans l'industrie du divertissement, le fait que le film mette en scène un groupe d'homme qui sacrifie le corps d'une fille pour réussir dans leurs carrières a fait que son histoire est devenue inconfortablement familière. Pour la journaliste, ce point de vue permet de le voir comme un film qui suit la vengeance de Jennifer qui utilise son corps contre ses attaquants, plutôt que comme un fantasme sexuel.
Dans une analyse du film, le site Bloody Disgusting déclare qu'il était en avance du son temps. Pour Comic Book Resources, le film est devenu un « classique camp et culte ».
En 2021, Libby Torres d'Insider déclare que le film, qui a été réalisé et écrit par des femmes, montre la puissance du regard féminin et des histoires que les femmes peuvent raconter lorsqu'elles ne se soucient pas de plaire aux hommes. La même année, The Criterion Collection, un éditeur spécialisé dans les grands films, sélectionne le film pour une diffusion sur sa chaîne et son service de streaming.
Lors d'une interview sur le nouveau succès soudain du film, la scénariste Diablo Cody déclare ne pas l'avoir vu venir et dévoile que le film a été mal vendu lors de sa phase de promotion. Cody révèle que la production voulait attirer les hommes qui aiment Megan Fox et n'a donc rien fait pour que le film soit également attrayant pour un public féminin,,,,.

## Adaptations

### Roman graphique
En août 2009, Boom! Studios édite un roman graphique se déroulant dans l'univers du film. Il a été écrit par Rick Spears et illustré par Jim Mahfood.
Ce roman graphique est composé de quatre chapitres ainsi que d'un prologue et un épilogue. Il ne se concentre pas sur Jennifer mais sur ces victimes et leurs vies avant leurs morts. Il permet d'en apprendre plus sur eux et leurs personnalités, en effet, dans le film, les victimes de Jennifer sont très secondaires et ce que le spectateur sait d'eux vient uniquement de Jennifer, Needy ou Chip. Avec ce roman, le lecteur découvre le point de vue des victimes et permet de découvrir que certains mériterait peut-être leur sort.

### Novélisation
Une novélisation du film est parue en 2010. Elle est écrite par la romancière Audrey Nixon et se base directement sur le scénario d'origine de Diablo Cody. De ce fait, le roman comprend des scènes coupées ou modifiées dans le film.
Il est écrit entièrement au point de vue de Needy, contrairement au film, qui nous donne parfois le point de vue d'autres personnages. Tout ce que le lecteur apprend des événements provient alors de ce que Needy découvre au cours de l'histoire. En France, le roman est édité par Milady et traduit par Jean Bonnefoy.

### Univers partagé
En 2024, le film Lisa Frankenstein de Zelda Williams sort au cinéma aux États-Unis. Également écrit par Diablo Cody, le film suit une adolescente  qui réanime le cadavre d'un jeune homme de l'époque victorienne lors d'un orage. Lors de la promotion du film, Cody dévoile qu'il se déroule dans le même univers que Jennifer's Body.

## Distinctions
Sauf indication contraire, les informations mentionnées dans cette section peuvent être confirmées par la base de données cinématographiques IMDb,  présente dans la section « Liens externes ».

### Récompenses
- Teen Choice Awards 2010 : Actrice préférée dans un film d'horreur ou thriller pour Megan Fox
- MTV Movie Awards 2010 : Meilleure performance effrayante pour Amanda Seyfried

### Nominations
- Teen Choice Awards 2010 : Acteur préféré dans un film d'horreur ou thriller pour Adam Brody
- Razzie Awards 2010 : Pire actrice pour Megan Fox (également pour son rôle Transformers 2 : La Revanche)
- MTV Movie Awards 2010 : Meilleure performance dans une scène surprenante pour Megan Fox avec la scène de la cuisine